# حسابداری زیست‌محیطی
حسابداری زیست‌محیطی (به انگلیسی: Environmental accounting)، زیرمجموعه‌ای از حسابداری است که هدف آن ترکیب اطلاعات اقتصادی و زیست‌محیطی است. می‌توان آن را در سطح شرکت یا در سطح یک اقتصاد ملی از طریق سیستم حسابداری یکپارچه زیست‌محیطی و اقتصادی، یا یک سیستم ماهواره‌ای برای حسابداری کشورها انجام داد. (از جمله، حسابداری ملی برآورد تولید ناخالص داخلی را تولید می‌کند. در غیر این صورت، به عنوان GDP شناخته می‌شود).

## زیرشاخه‌ها
- حسابداری زیست‌محیطی جهانی یک روش حسابداری است که به حوزه‌های انرژی، بوم‌شناسی و اقتصاد در سطح جهانی می‌پردازد.
- حسابداری کشوری محیط زیست یک رویکرد حسابداری است که به اقتصاد در سطح یک کشور می‌پردازد.[۴]
- حسابداری زیست‌محیطی شرکت بر ساختار هزینه و عملکرد زیست‌محیطی یک شرکت تمرکز دارد.[۵]
- حسابداری مدیریت زیست‌محیطی بر تصمیم‌گیری استراتژی کسب و کار داخلی تمرکز دارد.[۶]